# Kloveniersdoelen (Amsterdam)

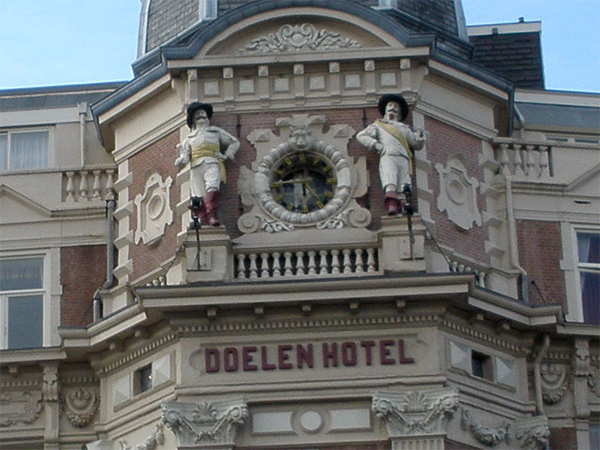
De toren van het Doelen Hotel herinnert aan de Kloveniersdoelen. De twee afgebeelde kloveniers zijn hun geweren kwijtgeraakt.

De Kloveniersdoelen was een gebouwencomplex in Amsterdam, op de plek van het huidige Doelen Hotel aan de Nieuwe Doelenstraat. De doelen diende als verzamelplaats en oefenruimte voor een aantal compagnieën van de plaatselijke schutterij. Deze schutters waren bewapend met een primitief musketgeweer dat bus of klover (van het Franse couleuvrine) genoemd werd, vandaar de naam "kloveniers".
De Nachtwacht, het door Rembrandt van Rijn in 1642 opgeleverde beroemde groepsportret van een van de klovenierscompagnieën onder commando van Frans Banninck Cocq, hing aanvankelijk in de grote feestzaal van de Kloveniersdoelen. In of vlak na 1715 verhuisde het naar het Stadhuis op de Dam.
De straatnamen Nieuwe Doelenstraat en Kloveniersburgwal herinneren aan de Kloveniersdoelen. Ook de kloveniers afgebeeld op het koepeltorentje van het Doelen Hotel verwijzen naar vroeger tijden.

## Beschrijving
De Kloveniersdoelen was een van drie doelens in Amsterdam. De minder chique Voet- en Handboogdoelen lagen bij de Heiligeweg en aan het Singel. Het doelencomplex bestond oorspronkelijk alleen uit de middeleeuwse stadsmuurtoren Swych Utrecht. In 1638 kwam een nieuwe vleugel gereed. Dit gebouw was een voor die tijd zeer modern, rechthoekig gebouw in de destijds modieuze classicistische stijl. Op de eerste verdieping bevond zich een grote feestzaal van 18 bij 9 meter. Aan de muren hingen groepsportretten van de verschillende schutterscompagnieën, waaronder Rembrandts De Nachtwacht, dat aan de lange wand hing, en werk van Nicolaes Eliasz. Pickenoy, Govert Flinck, Bartholomeus van der Helst, Jacob Adriaensz. Backer en Joachim von Sandrart.
De zaal had drie wanden, waar de schilderijen hingen: een korte wand met kleine schoorsteen, een lange wand en een korte wand met een grote schoorsteen. De vierde wand telde zes ramen. Op de wand met kleine schoorsteen hing  'Het vendel van Cornelis Bicker en luitenant Frederick van Banchem' van Joachim von Sandrart, boven de schoorsteenmantel 'De Doelheren' (Albert Coenraetsz. Burgh, Jan Claesz. Vlooswijk, Pieter Reael en Jacob Willekens) van Govert Flinck met daarnaast 'Het vendel van kapitein Albert Bas en luitenant Lucas Conijn', dat ook van zijn hand was. Naast Flinck op de lange zijde hing  'De Nachtwacht' van Rembrandt. Dat werd geflankeerd door Pickenoys 'Het vendel van kapitein Jan Claesz. Vlooswijck en luitenant Gerrit Hudde', waarop  'Het vendel van kapitein Cornelis de Graeff en luitenant Hendrick Lauwrensz.' van Jacob Backer de lange wand afsloot. Boven de korte wand met de lange schoorsteen hing 'Het vendel van kapitein Roelof Bicker en luitenant Jan Michielsz. Blaeuw' van Bartholomeus van der Helst.
Dirck Jacobsz schilderde al in 1529 een groepsportret van een rot (afdeling) van de kloveniers, waarschijnlijk het eerste schuttersstuk ooit gemaakt. Dit doek hangt nu in het Rijksmuseum.
De Amsterdamse schutterij verloor in het midden van de 17e eeuw haar praktische verdedigingsfunctie. Lidmaatschap van de schutterij werd vooral een erepositie met een sociale functie, voorbehouden aan de rijkste en machtigste burgers van Amsterdam, die in de Doelen bijeenkwamen om gezellig te eten, drinken en roken.
Ook de stedelijke magistratuur gebruikte het chique gebouw voor ontvangsten en buffetten en als "herenlogement" voor voorname gasten van de stad. Maria de' Medici en tsaar Peter de Grote konden bij hun bezoek aan de stad vanuit het raam het vuurwerk bekijken op de Binnen-Amstel. Op 7 en 9 augustus 1748 vonden de beruchte, openbare vergaderingen plaats door de doelisten onder leiding van Daniel Raap. Er waren zoveel mensen dat men vreesde door de vloer te zullen zakken.
In 1882/1883 werd het hele complex gesloopt en vervangen door het huidige Doelen Hotel. In dit gebouw, opgetrokken in neo-renaissancestijl, bleven delen van het muurwerk en de funderingen van de doelen bewaard.

## Afbeeldingen

Rembrandts De Nachtwacht, een groepsportret van een van de compagnieën van kloveniersschutters, hing oorspronkelijk in de Kloveniersdoelen
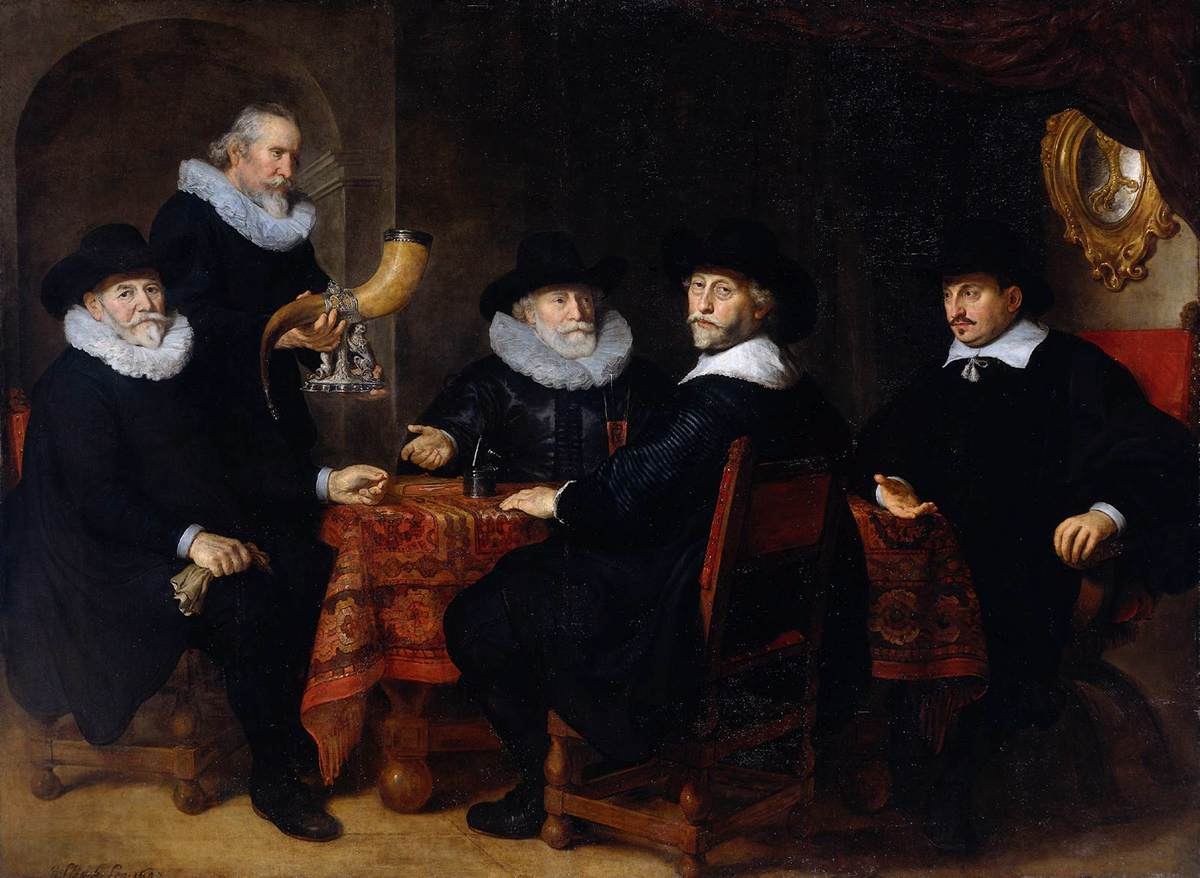
De Doelheren door Govert Flinck uit 1642 hing op de korte wand boven de korte schoorsteenmantel
Het vendel van kapitein Roelof Bicker en luitenant Jan Michielsz. Blaeuw door Bartholomeus van der Helst uit 1639 hing op de korte wand boven de lange schoorsteenmantel